# Sisu Auto
För andra betydelser, se Sisu.
Oy Sisu Auto Ab är en finländsk fordonstillverkare med en fabrik i Karis, Raseborgs stad, Finland.  Företagets militära gren ingår numera i den finländska försvarskoncernen Patria. Inom denna tillverkas huvudsakligen tunga fordon, såsom lastbilar och pansarfordon, åt Finlands försvarsmakt och för export.
Sisu tillverkar lastbilar främst för den finländska hemmamarknaden, men har under senare år också påbörjat export till Ryssland och Baltikum. Årsproduktionen ligger på cirka 500 tunga lastfordon, till exempel för timmertransporter.

## Historik
Sisu grundades av 1931 som Oy Suomen autoteollisuus Ab. 
Bolaget skapades utifrån Autokoritehdas och Autoteollisuus-Bilindustri som hamnat i ekonomiska svårigheter. Sisu grundades i Helsingfors av Emil Anton Winckelmann, Lars Wilhelm Åberg och Karl Arthur Nordgren. John Hellsten utsågs till VD och Tor Nessling till teknisk direktör. Nessling tog över som VD 1932. Namnet Sisu kommer från det finska ordet för energi, uthållighet och framåtanda. Företagsnamnet antogs efter en namntävling. Serieproduktion startade 1933.
Under 1930-talet blev Estland och Lettland viktiga marknader vid sidan av den dominerade finländska hemmamarknaden. Dessa länder har idag åter blivit viktiga marknader för företaget. En viktig kund var det finländska försvaret. Sisu tillverkade också spårvagnar 1934-1959. År 1944 började Sisu sin tillverkning i Karis.
År 1960 inleddes export till Colombia, sedan Finland och Colombia skrivit under ett handelsavtal. År 1967 gick Sisu samman med det krisdrabbade Vanajan Autotehdas. Ägarförhållandena ändrades så att Nessling förlorade sin aktiemajoritet och staten hade 17 procent i det nybildade bolaget. Tor Nessling hade svårt att finna sig i den nya situationen och lämnade VD-posten 1970. År 1976 följde ett trepartsavtal mellan finska staten, British Leyland och Saab-Scania, genom vilket British Leyland och Saab-Scania övertog 10 procent vardera av Sisu. År 1980 tillverkades bolagets första militärfordon Pasi och Masi.
År 1997 inleddes ett nära samarbete med Renault Trucks. Sisu är idag agentur för Renaults Trucks i Finland och företagen kompletterar varandra på marknaden. Sisus tyngdpunkt i samarbetet ligger på terränglastbilar. Samarbetet innebär även försäljning av Renault-lastbilar på den finländska marknaden. Företaget ägs av Suomen Autoteollisuus Oy.

## Bilder

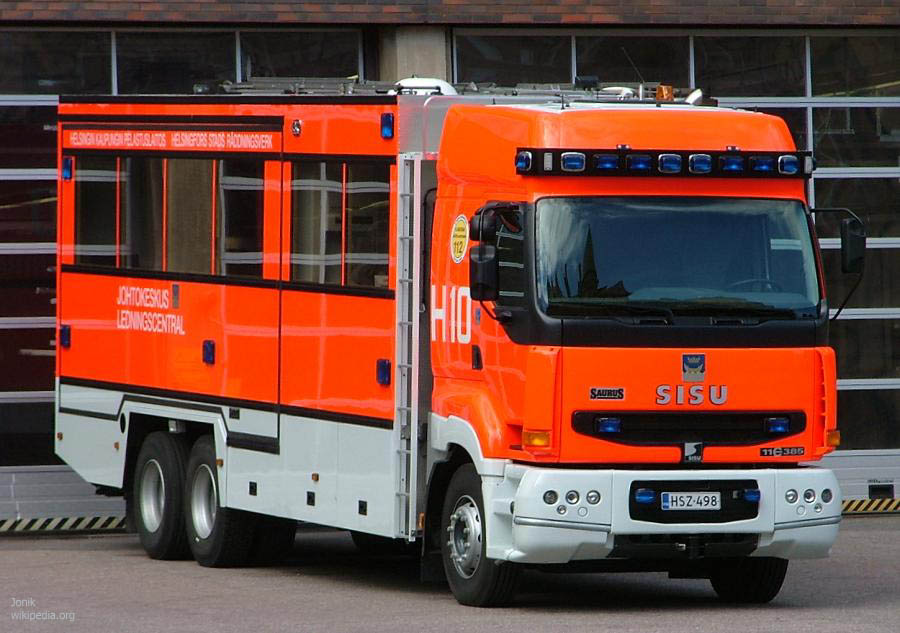
Sisu räddningstjänstbil i Finland.
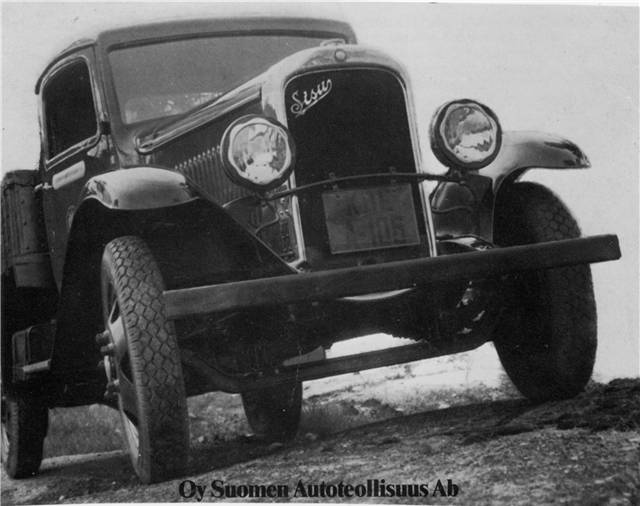
Sisu S-321.
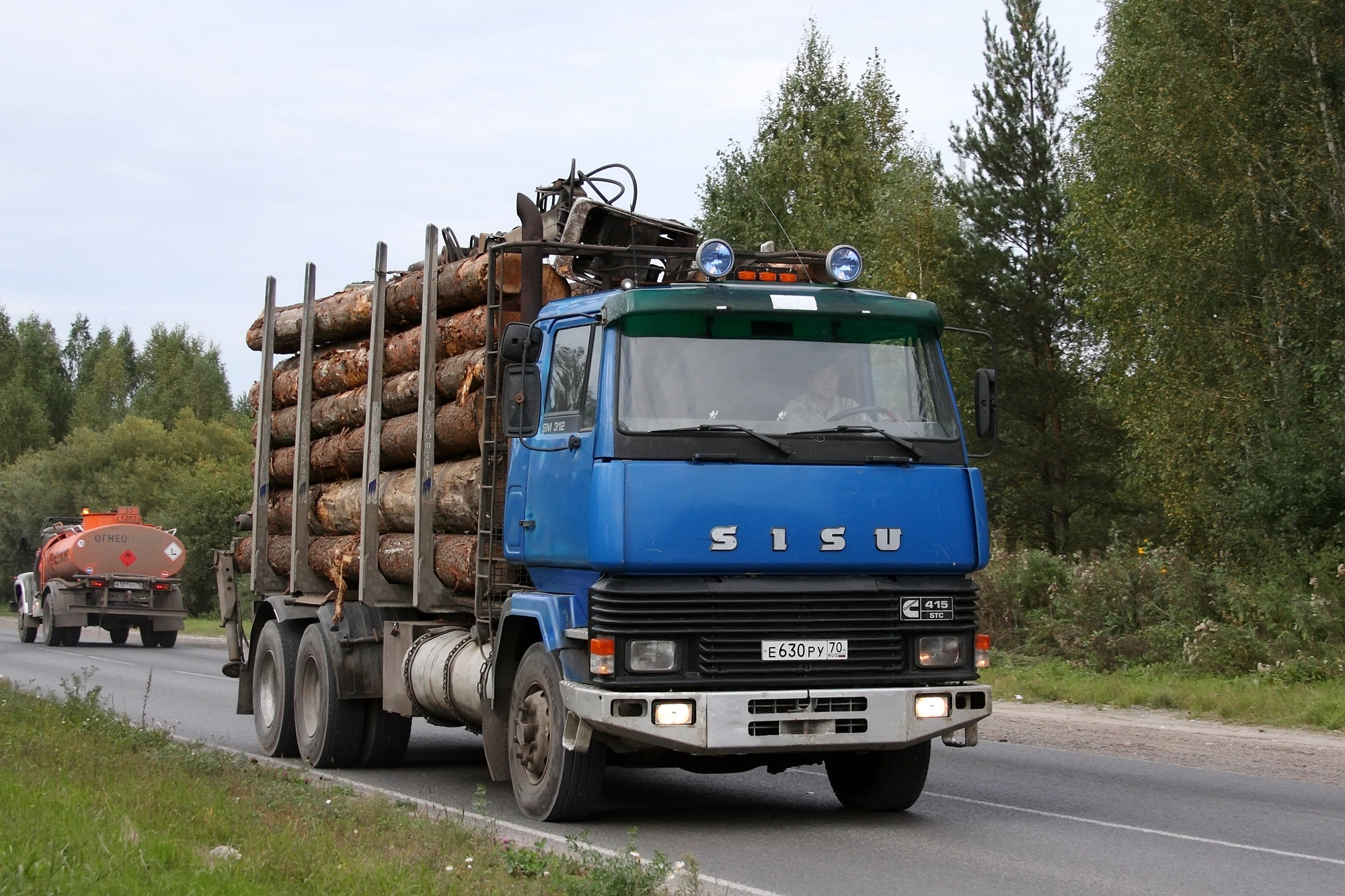
Sisu SM 312 i Ryssland.
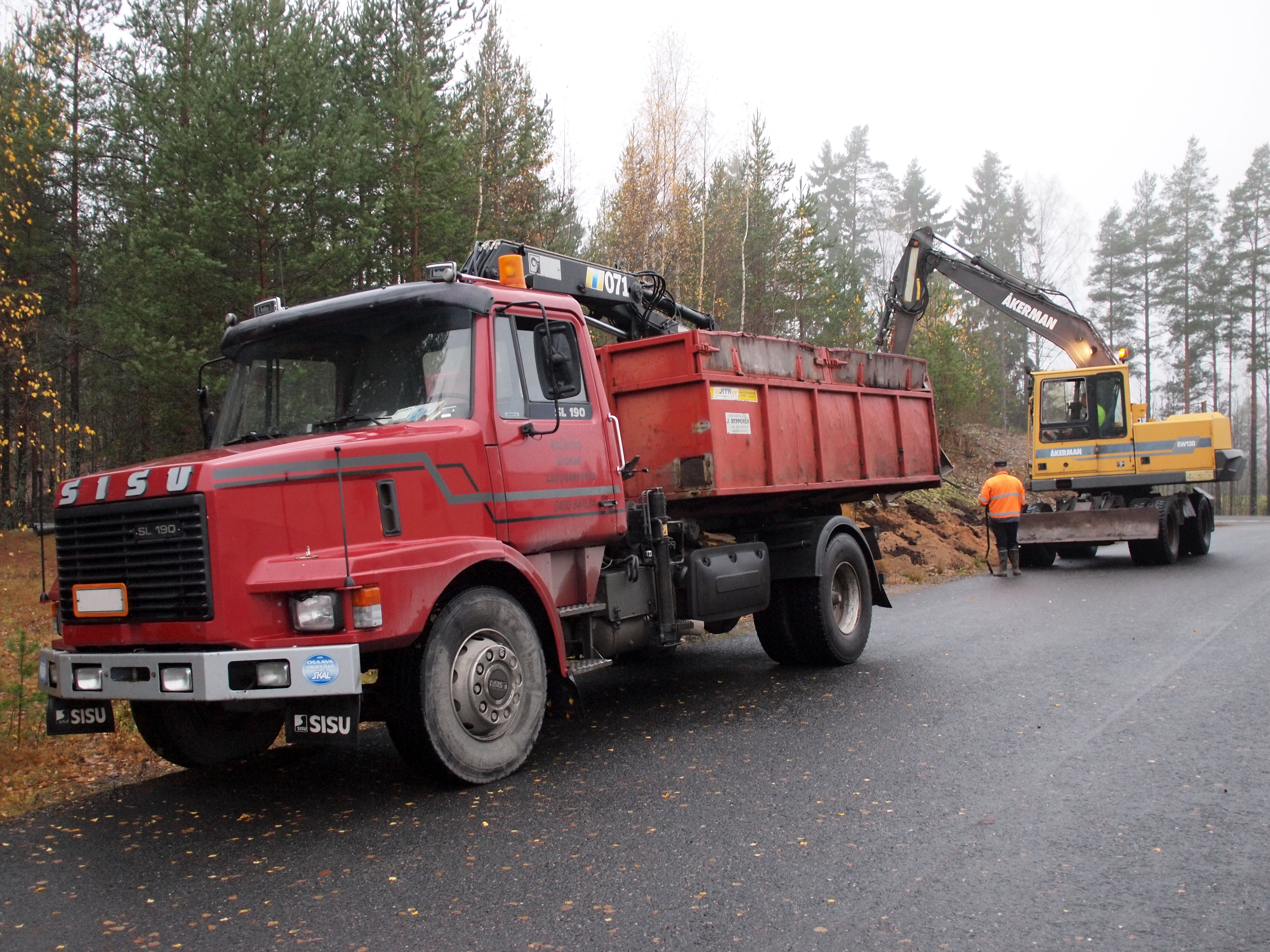
Sisu SL 190.
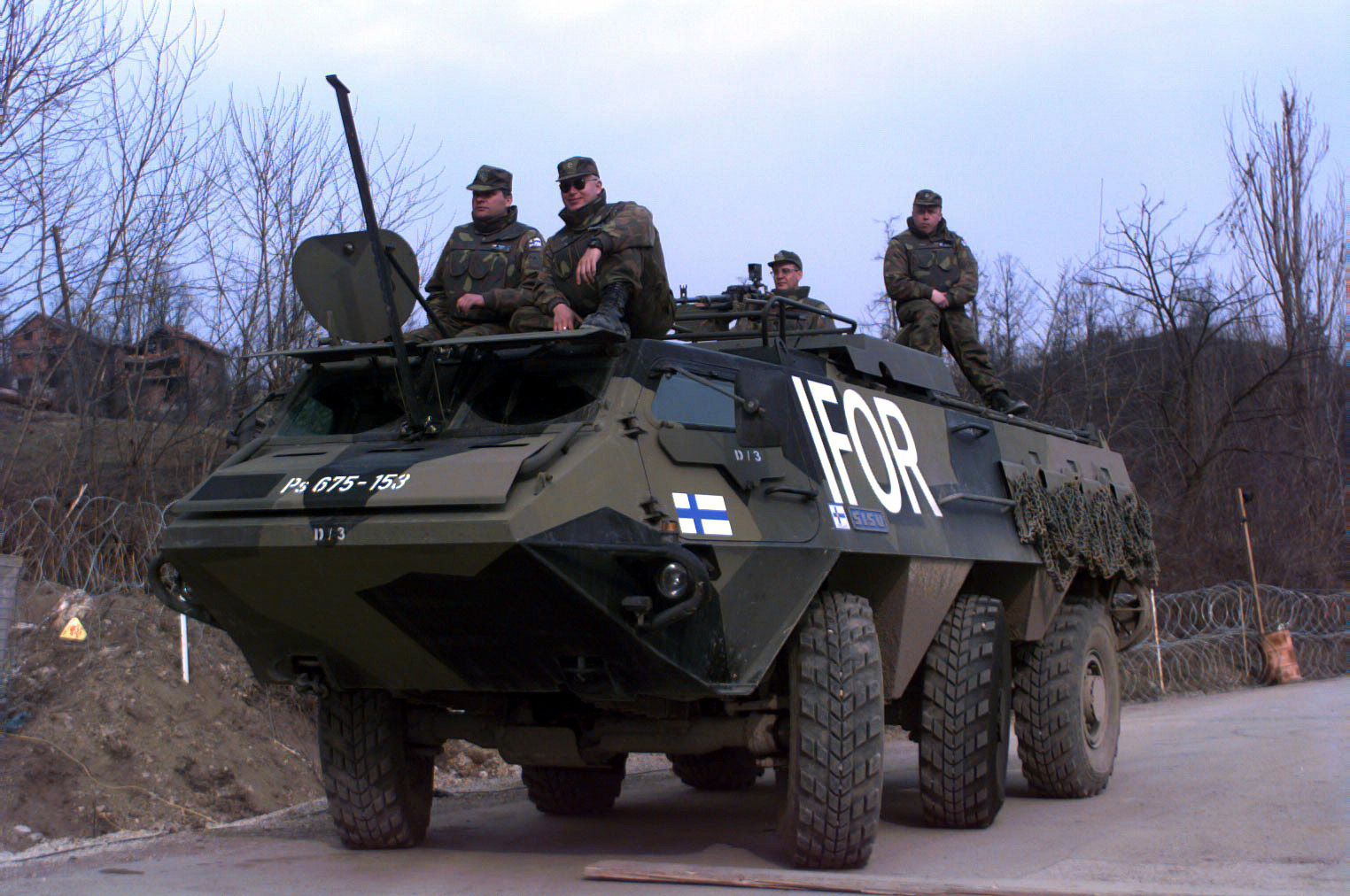
Sisu XA-180 i IFOR-tjänst.